# 25.ª División de Granaderos Waffen de las SS (1.ª húngara)
La 25.ª División de Granaderos Waffen de las SS Hunyadi (1.ª Húngara) fue una división de infantería de corta duración de las Waffen-SS, una rama armada del Partido Nazi que sirvió junto a la Wehrmacht durante la Segunda Guerra Mundial, pero de la que nunca formó parte formalmente. Formada en noviembre de 1944 tras el derrocamiento alemán del régimen húngaro de Miklós Horthy, estaba integrada principalmente por tropas de la 13.ª División Honvéd del Ejército Real Húngaro. Nunca se formó, entrenó o equipó adecuadamente, y después de ser evacuada de su campo de entrenamiento ante el avance del Ejército Rojo, se rindió al Ejército de los Estados Unidos en Austria en mayo de 1945.

## Historia
La división fue inicialmente designada como 25.ª División de Granaderos Voluntarios SS por los alemanes, pero más tarde fue renombrada como 25.ª División de Granaderos Waffen de las SS Hunyadi (1.ª Húngara). El apodo de Hunyadi conmemoraba al general húngaro del siglo XV Juan Hunyadi. Formada en noviembre de 1944 tras el derrocamiento alemán del régimen húngaro de Miklós Horthy, estaba formado por tropas de la 13.ª División Honvéd del Ejército Real Húngaro, así como por un batallón de esquí. En enero de 1945, las 20.000 tropas disponibles para la formación de la división se concentraron en el campo de entrenamiento alemán en Neuhammer, pero había pocas armas y vehículos para equipar a la nueva división, y los suministros también eran escasos. En febrero de 1945, el Ejército Rojo se acercaba al área de entrenamiento de la división, por lo que las tropas fueron evacuadas y llegaron a Austria en abril. Un kampfgruppe dejado atrás como retaguardia en Neuhammer fue destruido. El resto de la división participó en su primer combate significativo el 3 de mayo, luchando contra elementos del 3.er Ejército de los EE. UU. Se rindió a los estadounidenses cerca de Attersee durante los dos días siguientes.

## Comandantes
La división estaba comandada por dos oficiales:
- El SS-Oberführer Thomas Müller (noviembre de 1944)
- Waffen-Gruppenführer József Grassy (noviembre de 1944 - mayo de 1945)

## Orden de batalla 1944 - 1945
La división constaba de las siguientes unidades principales:
- 61.º Regimiento de Infantería Waffen-SS
  - 2 batallones
- 62.º Regimiento de Infantería Waffen-SS
  - 2 batallones
- 63.° Regimiento de Infantería Waffen-SS
  - 2 batallones
- 25.° Regimiento de Artillería Waffen-SS
  - 4 batallones
- 25° Batallón de esquí Waffen-SS
- 25.° Batallón de bicicletas Waffen-SS
- 25.° batallón de ingenieros de combate Waffen-SS
- 25.° batallón antitanque Waffen-SS
- 25.° batallón antiaéreo Waffen-SS
- 25.° Batallón de comunicaciones Waffen-SS
  - 25.ª Compañía de Intérpretes Waffen-SS
- 25.° Regimiento Divisional de Suministros Waffen-SS
- 25.º Regimiento de Entrenamiento y Reemplazo Waffen-SS
- 86.º Regimiento de Entrenamiento y Reemplazo de Hungría
  - 4 batallones

## Insignia
Se fabricó un parche con la letra "H" mayúscula y fue usado por algunos miembros de la división, pero es probable que muchas de las tropas llevaran parches en blanco o con las runas sig estándar. Se planeó un escudo con los colores nacionales húngaros, pero no está claro si se fabricó o usó alguno.